# Slaget ved Hedgeley Moor
Slaget ved Hedgeley Moor, den 25. april 1464, var et slag under Rosekrigene. Det blev udkæmpet ved Hedgeley Moor nord for landsbyerne Glanton og Powburn i Northumberland mellem en York hær ledet af John Neville, Lord Montagu, og en Lancaster-hær ledet af Henry Beaufort, hertug af Somerset. Kampen sluttede med en York-sejr.

## Baggrund
I begyndelsen af 1464, efter tilbageslag i 1463, håbede Lancaster-fraktionen, at indbyggerne nær den walisiske grænse og i West Country ville gøre oprør. York-fraktionen ønskede at fjerne truslen om en skotsk invasion ved at nå til enighed med skotterne. Det engelske parlament skulle mødes i York den 5. maj for at diskutere vilkår med udsendinge fra Skotland, men et udbrud af Lancaster-aktivitet i Northumberland og North Yorkshire betød, at det ville være vanskeligt for de skotske udsendinge at rejse sikkert til York. Lord Montagu blev derfor sendt nordpå med en lille styrke for at eskortere dem til York.
Hertugen af Somerset forsøgte at angribe Montagu i et baghold nær Newcastle, men sidstnævnte var i stand til at undgå dette forsøg. Han fortsatte sin rejse nordpå og samlede tropper på sin vej. Da Montagu nåede Hedgeley Moor, havde han en hær på fem eller seks tusind mand. Der mødte han en Lancaster-hær på fem tusind mand under ledelse af Somerset. Lancaster-hæren omfattede også Lord Ros, Lord Hungerford og Sir Ralph Percy.

## Slagets gang
Kampen begyndte med den normale udveksling af byger af pile mellem de to hæres bueskytter. Montagu rykkede derefter frem over 1.400 meter hedelandskab, kun for at blive tvunget til at standse og ændre sine linjer, da Lancaster-hørens venstre flanke under Lord Ros og Lord Hungerford (ca. 2.000 mand), tøvede, opløstes og spredtes.
Hele Lancaster-styrken gav efter, da York-styrkerne stødte på deres linje. Tvunget tilbage flygtede alle, bortset fra et par enkelte, Lancaster-tropper fra slagmarken. Sir Ralph Percy blev hos sit følge og gjorde et modig sidste forsvar. Hurtigt forladt af resten af hæren, herunder alle de andre hærledere, blev han imidlertid hurtigt dræbt. Da han døde siges han at have sagt de gådefulde ord: 'Jeg har reddet fuglen i mit bryst'.

## Efterspil
Lancaster-styrkernes nederlag og spredning gjorde det muligt for de skotske udsendinge at blive sikkert eskorteret til York, hvor en fredsløsning med succes blev indgået.
En firkantet søjle af sandsten står nær det sted, hvor slaget fandt sted, og er kendt som 'Percy's Cross'. Det findes på østsiden af A697, et par kilometer nord for landsbyen Powburn. Vejen følger på dette punkt linjen fra den romerske vej kendt som Devil's Causeway.
Der er to ballader til minde om slaget: The Battle of Hedgley Moor af Frederick Sheldon og The Legend of Percy's Cross af James Service.